# The University Club of Mexico
The University Club of Mexico  es un club social privado que se fundó en 1904 con el objetivo de reunir a los estudiantes universitarios de distintas nacionalidades en un solo lugar.

## Historia
Como sucede en otras ciudades del mundo, como en Nueva York, su sede en la Ciudad de México es una de las casas porfirianas más hermosas de la avenida Paseo de la Reforma, la casa Gargollo, cuyos propietarios originales fueron José Gargollo y Alicia Rivas Mercado quienes fuesen yerno e hija de Antonio Rivas Mercado, arquitecto que a principios del XX diseñó y construyó el Ángel de la Independencia. 
Actualmente en el predio de The University Club of Mexico se construye la University Tower, un rascacielos residencial de 58 pisos.